# Відділення Російського технічного товариства в Україні
Російське технічне товариство (рос. Русское техническое общество) засноване в листопаді 1866 в Санкт-Петербурзі. Метою його діяльності проголошувалося всебічне сприяння розвиткові промисловості та техніки в Росії. 1867 ухвалені «Основи для відкриття відділень у губерніях». Для новостворюваних місцевих товариств запроваджувався статус філій іногородніх відділень. Перше відділення РТО в Україні засноване 1869 в Миколаєві. До 1911 діяло вже 9 відділень — у Миколаєві, Києві, Одесі, Харкові, Катеринославі (нині м. Дніпро), Севастополі, Житомирі, Кременчуці, Полтаві. На початку 1914 в цих товариствах налічувалося близько 1400 членів, переважно інженерно-технічні працівники, підприємці, викладачі, вчені.
Практична діяльність відділень спрямовувалася на розв'язання різних технічних та виробничих проблем і включала в себе виступи в ролі експертів, підготовку та апробацію документів, видавничу діяльність, участь у роботі науково-технічних з'їздів, виставках тощо. У діяльності членів відділень спостерігалася певна спеціалізація. Так, Київське відділення стало своєрідним науковим центром із проблем цукрової промисловості, у Катеринославському переважав інтерес до гірничодобувної промисловості. У відділеннях значну увагу приділяли культурно-просвітній діяльності, вони стали важливим чинником розвитку технічної освіти та розповсюдження знань у робітничому середовищі. Їхніми зусиллями були засновані Смілянські технічні класи (1884), що готували кваліфікованих робітників для цукрової промисловості. Тривалий час функціонували школи десятників будівельної та шляхової справи і курси кочегарів при Київському та Одеському відділеннях. Миколаївське відділення утримувало двокласні курси для робітників із технічного креслення. Універсальні курси і школи діяли при Харківському та Катеринославському товариствах. До 1914 було засновано 20 навчальних закладів різних типів із 5—7 тис. учнів. У популяризації наукових знань і технічних досягнень переважала лекційна пропаганда (відомі вчені Петро Алексєєв, Георгій Де-Метц, Микола Пильчиков). Влаштовувалися виставки, музеї, екскурсії, навчальні кіносеанси, розраховані на демократичні верстви населення. Київське, Одеське, Катеринославське, Харківське та Миколаївське відділення видавали свої «Записки». Всього вийшло 107 томів. Здійснювалися спроби налагодити випуск науково-популярної періодики. У 1911—1913 роках у Харкові друкувався журнал «Тяжелее воздуха», на сторінках якого пропагувалися повітроплавання та авіація.